# Cuzco (Indiana)
Cuzco é uma área não incorporada de Columbia Township, Condado de Dubois, no estado americano de Indiana.

## História
Cuzco foi fundada em 1905 por William H. Nicholson. Foi nomeada após Cusco, no Peru. Uma agência postal foi estabelecida em Cuzco em 1902 e permaneceu em operação até ser descontinuada em 1955.
O historiador da Guerra Civil, Gilbert R. Tredway, foi criado em Cuzco durante as décadas de 1920 e 1930.